# Hans Dülfer
Hans Johannes Emil Dülfer, né le 23 mai 1892 à Barmen et mort le 15 juin 1915 près d'Arras, est un alpiniste allemand qui occupe une place primordiale dans l'histoire de l'alpinisme.

## Biographie
Dülfer commence à étudier en 1911 la médecine à Munich puis bifurque vers le droit et plus tard la philosophie. La proximité des Alpes permet au jeune Dülfer de réaliser, en quatre ans, plus de cinquante premières ascensions surtout dans le Kaisergebirge et dans le Catinaccio. Mobilisé en 1914, il est tué près d'Arras par un éclat de grenade le 15 juin 1915, à peine âgé de vingt-trois ans.

## Ascensions
- 1911 : voie Dülfer dans le Totenkirchl
- 1912 : paroi est du Fleischbank avec Walter Schaarschmidt
- 1912 : face ouest de la Cima Ovest ou « Cime ouest » (2 973 m, Tre Cime di Lavaredo)
- 1912 : face ouest de la Cima Grande ou « Grande cime » (2 999 m, Tre Cime di Lavaredo)
- 1913 : brèche Dülfer du Fleischbank (en solitaire)
- 1913 : face ouest directe du Totenkirchl avec Rudolf von Redwitz
- 1914 : tentative à la face nord de la Furchetta avec Luis Trenker
- 1914 : première ascension de la face sud de l'Odla di Cisles avec Hanne Franz, F. Barth et A. Wolff

## Place dans l'histoire de l'alpinisme
Hans Dülfer est demeuré célèbre pour sa grande élégance et pour sa technique. Avec Hans Fiechtl et Otto Herzog, il a largement contribué à faire progresser les techniques d'escalade et a promu l'usage des pitons, des mousquetons ou de la corde. Il est le créateur de la descente en rappel « en S », appelé dans d'autres langues Dülfersitz (en) (siège Dülfer), et sa technique athlétique de progression en opposition sur une fissure, « à la Dülfer » ou « en Dülfer », est célèbre.